# Atomic Skull
 (août 2017).
Si vous disposez d'ouvrages ou d'articles de référence ou si vous connaissez des sites web de qualité traitant du thème abordé ici, merci de compléter l'article en donnant les références utiles à sa vérifiabilité et en les liant à la section « Notes et références ».
Atomic Skull est un personnage de fiction ennemi de Superman, se déclinant en deux figures distinctes.

## Apparition du personnage
La version d'Atomic Skull alias Albert Michaels est parue pour la première fois dans Superman no 303 et a été créée par Gerry Conway et Curt Swan.
La version d'Atomic Skull alias Joseph Martin est parue pour la première fois dans Adventures of Superman no 483 et a été créée par Roger Stern et Bob McLeod.

## Biographie

### Albert Michaels
Albert Michaels était un brillant administrateur scientifique à S.T.A.R. Labs souffrant d'un trouble rare du système nerveux court-circuitant les impulsions électriques de son cerveau, et créant de douloureuses et incontrôlables crises. En l'absence de remède, il a secrètement contacté l'organisation criminelle SKULL, qui lui a implanté un système à propulsion de radium créé pour contrôler ses problèmes neurologiques et les transformer en explosions mentales, mortelles et électriques, mais à condition qu'il devienne un des agents de l'organisation. Cependant, ces explosions mentales étant difficiles à contrôler, son cas n'en a été qu'aggravé, situation dont il a jugé Superman responsable après que l'Homme d'Acier a capturé le seul scientifique de SKULL capable de le guérir. Jurant qu'il se vengerait, le personnage arbore son costume distinctif jaune et vert avec sa visière intégrée à son masque de crâne, et utilise comme véhicule un aéroglisseur en forme de crâne, conçu par lui-même avec l'aide de son assistante Felicia (une panthère qu'Albert a transformé en être humain).
Selon Crisis on Infinite Earths, Michaels apparaît avec Thunder and Lightning dans Teen Titans Spotlight. Sa biographie est censée être identique, hormis l'absence de  troubles neurologiques : ses pouvoirs viendraient du fait qu'il aurait recherché l'immortalité et aurait probablement subi une mutation génétique. On ignore s'il a combattu la version Post-Crisis de Superman, car sa première apparition (Post-Crisis) figure dans Captain Atom, pour l'heure son histoire avec S.T.A.R. Labs et SKULL reste toujours établie dans The DC Comics Encyclopedia.
L'Atomic Skull originel est revenu en 2007 dans le livre Birds of Prey. Michaels apparaît également dans la mini-série Villains United, où il a rejoint la société de Luthor.

### Joseph Martin
L'élève Joseph Martin était à S.T.A.R. Labs pour un contrôle de routine quand il a été foudroyé par une explosion d'énergie intense de la bombe génétique des Dominators qui lui a donné une force surhumaine et rendu sa chair invisible. Plus tard attaqué par des voyous, des dommages au cerveau l'ont rendu fou, et il a pris le nom de Atomic Skull qui était le héros d'une vieille série qu'il aimait. Il a aussi émis des quantités dangereuses de radiation, qu'il a pu plus tard projeter comme des explosions d'énergie. Il harcela ensuite Superman, qu'il croyait être le méchant de la série, le Docteur Electron, et Lois Lane, qu'il prenait pour celle que Atomic Skull aimait, Zelda Wentworth.
Le démon Neron lui a plus tard offert en échange de son âme des pouvoirs renforcés. Guéri de ses délires, il avait d'abord envisagé de suivre l'exemple du personnage et de devenir un vrai héros, mais est depuis réapparu comme un méchant plus conventionnel.
Il est tué par les Maximums, une équipe de super-héros d'une réalité alternative, mais est plus tard vu vivant dans les pages de Action Comics, ce qui laisse supposer que Mr Mxyztplk a inversé sa mort à cause d'autres événements impliquant les Maximums.
Récemment[évasif], Martin s'est invité à la première d'un film à Hollywood, étant obsédé par une actrice dans le film. Il a été vaincu par Martian Manhunter.
Pendant que Superman est hors-monde, Atomic Skull essaye de causer des problèmes dans le centre-ville de Metropolis, mais est vaincu par Mon-El.

#### Les New 52
Dans les New 52 (un reboot de l'univers DC Comics), la version Albert Michaels de Atomic Skull apparaît dans un Action Comics Annual, écrit par l'auteur de Chronicle, Max Landis.
Quand le métro de S.T.A.R. Labs s'écrase bien en dessous de la surface de l'océan, un des scientifiques est exposé à des radiations expérimentales. Il se réveille sur une plage, avec les souvenirs de la vie qu'il a eu, et la femme qu'il a aimée et perdue. Seul sur une île déserte, il lutte pour survivre, mangeant la végétation locale. Quand un léopard le trouve et l'attaque, il émet de manière inattendue une explosion de radiation qui vaporise le corps du félin. Finalement, il apprend comment utiliser ce pouvoir à son avantage, tuant des animaux pour de la nourriture, et creusant des trous dans la pierre à coups d'explosions pour faire des abris. Les radiations prennent ensuite le dessus sur lui, quand il se souvient avoir trouvé sa femme avec quelqu'un d'autre dans une boîte de nuit et l'avoir tuée dans une crise de jalousie. De colère, il détruit la majorité de l'île. Son visage fond alors, révélant son crâne radioactif.

### DC Rebirth
En juin 2016, DC Comics a relancé sa ligne entière de comics avec DC Rebirth. La version de Joseph Martin de Atomic Skull est vue emprisonnée dans la prison de sécurité maximale de Kamen dans Superwoman no 1.

## Pouvoirs et capacités
Albert Michaels peut déclencher de puissants éclairs d'énergie à travers la visière de son masque. Les explosions d'énergie ont été décrites comme de puissantes vagues cérébrales, de la vision thermique, et des explosions atomiques à travers les années. À part ses attaques énergétiques, Michaels est aussi à la tête de l'organisation SKULL et est un scientifique brillant.
Joseph Martin a une force surhumaine, de l'agilité et de l'endurance, comparable à celle de Superboy, Conner Kent, Superman et Mon-El. Il peut aussi produire des explosions atomiques violettes depuis ses mains et sa bouche pour des attaques à longue portée et utilise la même énergie pour renforcer encore plus sa puissance physique déjà impressionnante. 

## Autres versions

### Série
Atomic Skull est le nom du héros préféré de Joseph Martin, tiré d'une fiction de 12 épisodes créée par National Film Studios en 1936. La série présente Lawrence Dennis (d'après Superman Villains Secret Files and Origins) comme le personnage principal. Ce Atomic Skull était à l'origine l'agent du gouvernement Joe Martin, qui enquêtait sur le méchant Docteur Electron et a été transformé en un hideux Atomic Skull par l'une des inventions d'Electron. En dépit de cela, lui et Zelda Wentworth, la fille de Electron (jouée par l'actrice Eleanor Hart, ressemblant vivement à Lois Lane), sont tombés amoureux. Combattant Electron et ses minions (comme Rocketman) avec ses yeux à vision thermique, Atomic Skull a éventuellement détruit les plans du scientifique fou et est redevenu normal. Le personnage de fiction de cette série est visuellement identique à la version pre-Crisis.

### La Réalité de Dominus
Dans une histoire avec le méchant modificateur de réalité Dominus recréant des continuités de version pre-Crisis de Superman, le supposé Âge d'Or Atomic Skull a été introduit pour la première fois. Il s'agissait de Lawrence Dennis, un acteur et un nazi qui utilisait la réputation du héros de la série Curse of the Atomic Skull comme couverture pour promouvoir le nazisme.

### Superman: Red Son
Atomic Skull apparaît dans une réalité alternative Superman: Red Son comme une des expériences de Lex Luthor.

### Point de rupture
Dans la chronologie alternative de l'événement du Flashpoint, une version de Atomic Skull est emprisonnée dans la prison militaire de la fatalité, travaillant pour faire en sorte que les autres prisonniers restent en prison quand il remarque qu'il a plus de pouvoir en prison qu'il n'en aura jamais dans le vrai monde.

## Autres médias

### Télévision
- Albert Michaels est apparu dans l'épisode de Superman de 1988 Fugitif de l'Espace. Bien qu'il ne soit pas montré à l'écran comme Atomic Skull, il apparaît comme un scientifique de S.T.A.R. Labs.
- La version Joseph Martin de Atomic Skull apparaît dans Justice League Unlimited doublé par Lex Lang. Il apparaît d'abord dans Le Chat et le Canari comme l'opposant principal de Wildcat à la Méta-Bataille de Roulette jusqu'à ce que Green Arrow et Black Canary interrompent le match. Dans Je Suis Légion, Atomic Skull revient comme un membre de la société secrète de Gorilla Grodd. Dans les épisodes Vivant et Destructeur, il s'allie avec Luthor durant la mutinerie dans l'épisode final de la série en deux parties. Il fait partie des survivants de l'attaque de Darkseid. Luthor et lui insistent pour que les méchants survivants aident les héros pendant la défense de la Terre contre les troupes d'Apokolips, avec Atomic Skull soulignant que la Terre est leur maison à eux aussi. Il combat aux côtés de Hawkgirl et Commandent Steel à Washington DC. Il est pour la dernière fois vu en train de tirer avantage des cinq minutes d'avance que la Ligue de la Justice accorde aux méchants survivants à la fin de l'épisode final (il est notamment celui qui s'oppose bruyamment à être arrêté après avoir aidé à sauver le monde des troupes de Darkseid)
- La version Albert Michaels de Atomic Skull apparaît dans Young Justice dans l'épisode Révélation. Il est vu comme un membre de la Ligue d'Injustice et est principalement utilisé pour alimenter la créature plante de Poison Ivy.
- Un personnage qui ressemble à Atomic Skull apparaît dans l'épisode Invincible de Flash. Il apparaît dans une armée de méta-humains créée par Zoom. Cette version ressemble aussi à moitié à Firestorm, et pourrait donc potentiellement juste être une autre version de lui.

### Film
- La version Joseph Martin de Atomic Skull apparaît dans Superman vs. The Elite doublé par Dee Bradley Baker. Il apparaît dans la bande-annonce du film, tuant des civils au hasard pour attirer l'attention de Superman. Ils se bagarrent autour de la ville, la scène culminant dans la défaite de Atomic Skull après que Superman le jette dans un grand étang. Plus tard vu dans Stryker's Island, il est utilisé pour alimenter la prison de manière similaire à celle de Flash dans Fallout. Il s'échappe plus tard en surchargeant le générateur avant de courir à travers Metropolis. Il est plus tard défié par les forces combinées de Superman et The Elite, qui arrivent à vaincre Atomic Skull quand Coldcast absorbe les radiations d'Atomic Skull, mais avec des dommages collatéraux massifs. À ce moment le leader de The Elite, Manchester Black, planifie d'exécuter Atomic Skull lui-même, laissant la décision au fils d'un professeur tué par Atomic Skull, supporter de Superman. Le garçon vote pour la mort d'Atomic Skull et Manchester Black exécute Atomic Skull devant la foule qui applaudit.
- Une version d'Atomic Skull apparaît brièvement dans La Ligue des justiciers vs. les Teen Titans doublé par Rick D. Wasserman qui n'a pas été crédité pour le rôle. Il défie Superman lors d'un combat et dit être devenu plus fort depuis sa dernière défaite. Atomic Skull est rapidement battu et presque tué par Superman qui était possédé par Trigon à l'époque.

### Divers
- La version Albert Michaels de Atomic Skull apparaît comme un des premiers méchants dans un spécial Free Comic Book Day pour le dessin animé Young Justice. Lui et Psycho-Pirate attaquent une installation de S.T.A.R. Labs pour voler du plutonium, mais Atomic Skull est forcé de se retirer après que les membres de l'équipe reprennent le plutonium et capturent Psycho-Pirate.